# Sverd i fjell

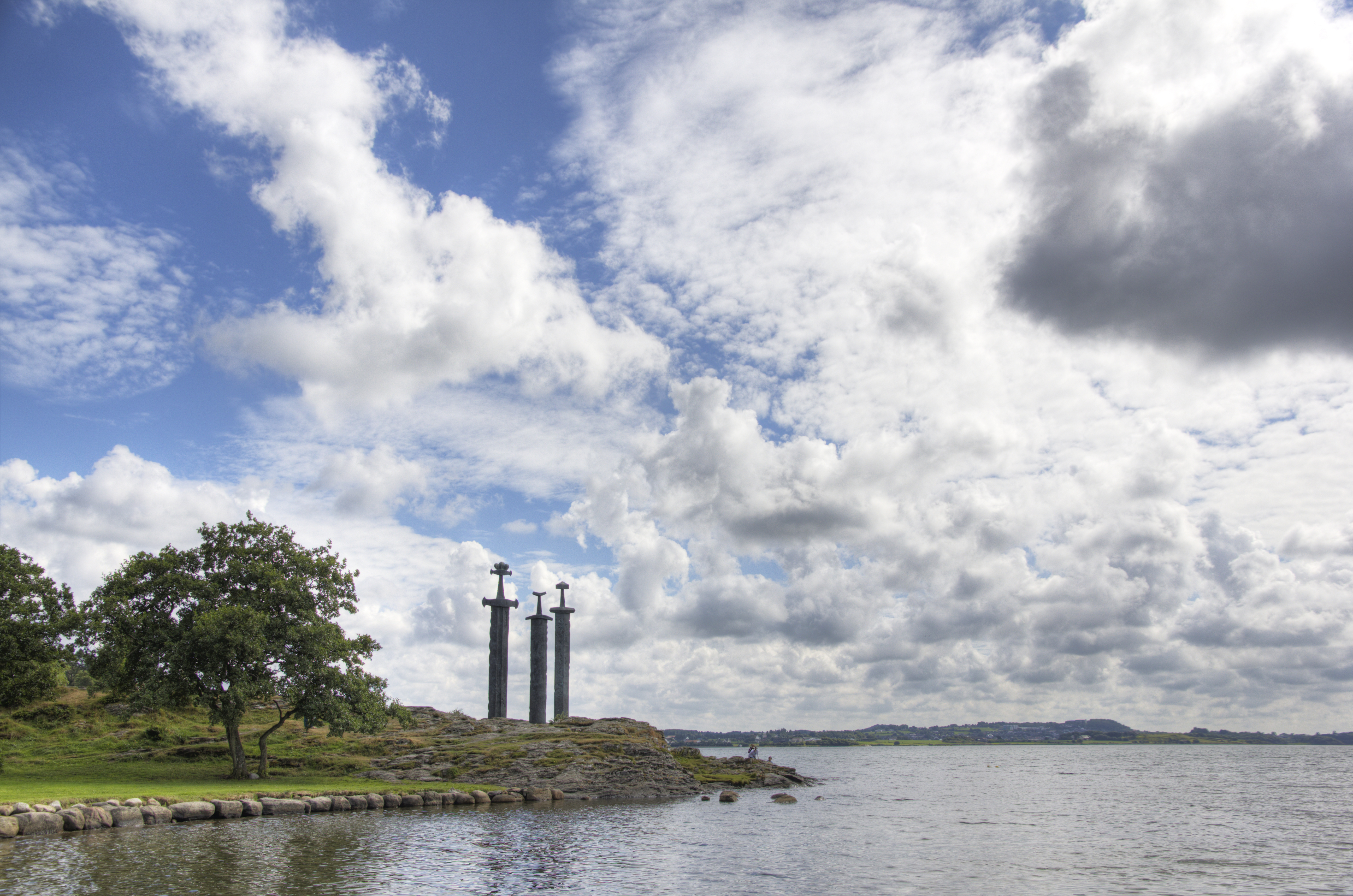
Sverd i fjell

Sverd i fjell (Spade nella roccia) è un monumento commemorativo situato a Hafrsfjord, alla periferia di Stavanger in Norvegia.

## Storia
Il monumento è opera dello scultore norvegese Fritz Røed ed è stato inaugurato da re Olav V di Norvegia nel 1983. Le tre spade realizzate in bronzo sono alte 10 metri e sono infisse nella roccia di una piccola isola vicina al fiordo. L'opera d'arte commemora la Battaglia di Hafrsfjord combattuta nell'872, quando Harald Bellachioma sconfisse due contendenti riuscendo così ad unificare il territorio della Norvegia in un unico reame. La spada più grande rappresenta il vittorioso Harald, mentre le più piccole simboleggiano i due re vinti. Il monumento vuol anche simboleggiare la pace, visto che le spade sono infisse nella solida roccia, dalla quale non dovranno essere mai rimosse.

## Nella cultura moderna
Il monumento è stato inserito nel documentario del 2005, Metal: A Headbanger's Journey, quando Sam Dunn si è recato in Norvegia per documentare le origini del Black metal norvegese.
Il monumento dà anche il nome alla traccia musicale di chiusura dell'album King of Kings dei Leaves' Eyes.
Esso compare in un cameo nella serie televisiva animata Steven Universe, con il luogo noto come Gem Battlefield, la quale è vagamente basato sul concetto e sulla posizione del Sverd i fjell.
Nel dipinto Kriegergroupies del pittore tedesco Werner Büttner del 2012, viene rappresentato il monumento. Infine nella piattaforma digitale Duolingo, il monumento simboleggia il programma linguistico della Norvegia.